# 斎藤数衛
斎藤 数衛（さいとう かずえ、1916年9月27日 - ）は、日本のアメリカ文学者・翻訳家。

## 人物・来歴
東京生まれ。1940年京都帝国大学文学部英文科卒。早稲田大学法学部教授を務めた。英米文学、推理小説など多数を翻訳。

## 翻訳
- 『ポギーとベス』（D・B・ヘイワード、東京ライフ社、東京選書）1956
- 『わが少年期』（カール・サンドバーグ、吉田三雄共訳、新鋭社） 1956
- 『失われた楽園』（サミユエル・チョツィノフ、新鋭社） 1956
- 『絶望の青春』（ジャック・ロンドン、木内信敬共訳、新鋭社） 1956
- 『自由への舞踏 バレリーナの恋』（ジョージ・マイクス、時事通信社） 1956
- 『アメリカの文学』（H・シュトラウマン、時事通信社） 1957
- 『笑うサム / 心高原にあるもの』（ウイリアム・サロイアン、吉田三雄共訳、英宝社） 1957
- 『夜の樹 / ミリアム』（T・カポート (カポーティ)、河野一郎共訳、南雲堂） 1957
- 『リーマスおじさん / 魔法の水さし』（J.C.ハリス / ホーソン、東京創元社、世界少年少女文学全集） 1958
- 『警官殺し』（ジョージ・バグビイ、東京創元社、クライム・クラブ） 1958
- 『マーク・トウェーン短篇全集』第4巻 （マーク・トウェーン、鏡浦書房） 1959：「探偵物語でもある」他5篇
- 『殺人の朝』（コリン・ロバートスン、東京創元社、クライム・クラブ） 1959
- 『リンカーン伝』（ロード・チャーンウッド、東京創元社） 1959
- 『山にのぼりて告げよ』（ボールドウィン、早川書房、黒人文学全集） 1961
- 『雪だるまの殺人』（ニコラス・ブレイク、早川書房、世界ミステリシリーズ） 1961
- 『旅路のなかばに』（ライオネル・トリリング、荒地出版社、現代アメリカ文学選集） 1968
- 『現代アメリカ作家12人集 ジエイムズからアップダイクまで』（編共訳、荒地出版社） 1968
- 『死を急ぐ幼き魂 黒人差別教育の証言』（ジョナサン・コゾル、早川書房） 1968
- 『クリスマス・カロル』（チャールズ・ディゲンス　学習研究社、少年少女学研文庫）1968
- 『小馬のビック』（ドリス・ゲイツ、学習研究社、少年少女学研文庫） 1969
- 『死の装具』（スーザン・ソンタグ、早川書房） 1970
- 『暗黒の海にいどむ マゼラン』（ロナルド・ウェルチ、学習研究社、世界の伝記） 1971
- 『勇気ある人 チャーチル』（Q・レイノルズ、学習研究社、世界の伝記） 1971
- 『ジョニーは銃をとった』（ドルトン・トランボ、早川書房） 1971
- 『見込みない種子』（アントニイ・バージェス、黒柳久弥共訳、早川書房） 1972
- 『アーダ』（ウラジミール・ナボコフ、早川書房 上下） 1977.9
- 『愛のサーカス』（ポール・ギャリコ、早川書房） 1978.7
- 『氷河時代』（マーガレット・ドラブル、早川書房） 1979.9
- 『権力と栄光』（グレアム・グリーン、「全集8」早川書房） 1980.7、のち文庫
- 『薔薇はもう贈るな』（エリック・アンブラー、早川書房） 1980.9
- 『墓場貸します』（カーター・ディクスン、ハヤカワ・ミステリ文庫） 1980.10
- 『学校へいったヘビ』（リリアン=ムーア、学習研究社、新しい世界の童話シリーズ） 1980
- 『ぼくのペットはフクロウ』（ファーリー=モワット、学習研究社） 1980.5
- 『キングとジョーカー』（ピーター・ディキンスン、サンリオSF文庫） 1981.3、のち扶桑社文庫
- 『囁く影』（ジョン・ディクスン・カー、ハヤカワ・ミステリ文庫） 1981.6
- 『妖女の隠れ家』（ジョン・ディクスン・カー、ハヤカワ・ミステリ文庫） 1981.9
- 『疑惑の影』（ジョン・ディクスン・カー、ハヤカワ・ミステリ文庫） 1982.3
- 『魔女が笑う夜』（カーター・ディクスン、ハヤカワ・ミステリ文庫） 1982.9
- 『英国人の血』（ジェイムズ・マクルーア、早川書房） 1982.11
- 『皇帝のかぎ煙草入れ』（ジョン・ディクスン・カー、ハヤカワ・ミステリ文庫） 1983.1
- 『感傷の終り』（スティーヴン・グリーンリーフ、早川書房） 1983.8
- 『ラバー・バンド』（レックス・スタウト、ハヤカワ・ミステリ文庫） 1983.11
- 『人生ゲーム』（D・G・コンプトン、サンリオSF文庫） 1984.4
- 『ネロ・ウルフ最後の事件』（レックス・スタウト、ハヤカワ・ミステリ文庫） 1984.9
- 『殺人詩篇』（ウィル・ハリス、ハヤカワ・ミステリ文庫） 1985.2
- 『トリホス将軍の死』（グレアム・グリーン、早川書房） 1985.10
- 『マラキア・タペストリ』（ブライアン・W・オールディス、サンリオSF文庫） 1986.4
- 『霧の殺人鬼』（M・J・トロー、ハヤカワ・ミステリ文庫） 1986.8
- 『158ポンドの結婚』（ジョン・アーヴィング、サンリオ） 1987.1、のち新潮文庫
- 『クリミアの亡霊』（M・J・トロー、ハヤカワ・ミステリ文庫） 1987.8
- 『アンティークな殺人』（ウィル・ハリス、ハヤカワ・ミステリ文庫） 1987.11
- 『シャーロック・ホームズの新冒険 下』（M.H.グリーンバーグ,C.R.ウォー、坂口玲子共訳、ハヤカワ・ミステリ文庫） 1989.7
- 『探偵役はミスキャスト』（ドナルド・ウォード、ハヤカワ・ミステリ文庫） 1989.11
- 『神の庭に遊びて』（ピーター・マシーセン、早川書房） 1992.6
- 『破産寸前の男』（ピーター・バーセルミ、ハヤカワ文庫） 1992.12